# Spolnost i kršćanstvo
Spolnost je jedna od tema, kojima se bavi kršćanstvo, nastojeći dati odgovore na razna pitanja vezana za ljudsku spolnost i međuljudske odnose.
Prema kršćanskim Crkvama, Bog je stvorio dva ljudska spola; oba imaju jednako dostojanstvo i stvoreni su na sliku Božju te su međusobno komplementarni, pozvani na ljubav i zajedništvo.
U svojoj knjizi "Prijeći prag nade" iz 1995. godine, papa Ivan Pavao II. osvrće se na temu ljubavi i seksualnosti: "Nakon svega, mladi ljudi uvijek su u potrazi za ljepotom u ljubavi. Oni žele da njihova ljubav bude lijepa. I onda kada se prepuste svojim slabostima i ponašaju se skandalozno, u dubini svojih srca i dalje žele lijepe i čiste ljubavi. To vrijedi i za mladiće i za djevojke. U konačnici, oni znaju da im samo Bog može dati istinsku ljubav. Kao rezultat toga, spremni su slijediti Krista, bez brige na napore koje će pri tome iskusiti."
U kršćanstvu, spolni odnosi izvan braka smatraju se teškim grijesima. U Katoličkoj Crkvi u takvim situacijama nije dozvoljeno primati svetu pričest, dok se osoba ne ispovijedi. Što se tiče homoseksualnosti, Katolička Crkva spolnu privlačnost između pripadnika istog spola ne smatra grešnom, dok Pravoslavna Crkva strogo zabranjuje homoseksualnost. Katolička Crkva se protivi spolnim odnosima jer nisu prokreativni, usmjereni rađanju djece.
Crkva se službeno protivi umjetnim sredstvima kontracepcije dok dopušta prirodne metode kontracepcije. Papa Pio XI. u enciklici Casti Connubii iz 1930. godine naglašava: "Svaka upotreba ženidbe gdje po čovjekovom nastojanju biva bračni čin lišen svoje prirodne sposobnosi da proizvede život, krši Božji zakon i oni koji takvo što čine kaljaju se ljagom teškoga grijeha".

## Rano kršćanstvo i spolnost
Rano kršćanstvo bilo je uglavnom asketski usmjereno, celibat i djevičanstvo bili su poštovani. Sveti Pavao u Prvoj poslanici Korinćanima piše: "Neoženjenima pak i udovicama velim: dobro im je ako ostanu kao i ja. Ako li se ne mogu uzdržati, neka se žene, udaju. Jer bolje je ženiti se negoli izgarati (1 Kor, 7, 8-9)." Sveti Pavao i rani kršćani vjerovali su, da je blizu ponovni Isusov dolazak pa su smatrali, da su sve zemaljske brige, uključujući i spolni odnos, od male važnosti za kršćane: "i koji plaču, kao da ne plaču; i koji se vesele, kao da se ne vesele; i koji kupuju, kao da ne posjeduju; i koji uživaju ovaj svijet, kao da ga ne uživaju, jer - prolazi obličje ovoga svijeta (1 Kor, 7, 30-31)." S druge strane, poslanice sv. Pavla pokazuju zanimanje za pitanja spolnosti, jer je sv. Pavao savjetovao rane kršćanske zajednice i reagirao na različite probleme koje su imali.
Sveti Pavao podržava brak i spolne odnose u braku: "Ne uskraćujte se jedno drugome, osim po dogovoru, povremeno, da se posvetite molitvi pa se opet združite da vas Sotona ne bi napastovao zbog vaše neizdržljivosti (1 Kor, 7, 5). Također, sv. Pavao smatra, da je dobro živjeti u celibatu, onima koji su ga izabrali.
Od početka 13. stoljeća, Katolička Crkva službeno priznaje crkveni brak kao sakrament, kada se na njega svojevoljno odluče kršten muškarac i žena te smatra brak izvanjskim znakom, koji komunicira poseban dar Božje ljubavi. Crkveni sabor u Baselu-Ferrari-Firenci 1438., dao je ovu definiciju, nakon ranije crkve izjave iz 1208., te je izjavio da je seksualno bračno sjedinjenje posebno sudjelovanje u zajednici Krista u Crkvi.
Sveto pismo često se bavi spolnošću i ljubavlju. Teme su: hvalospjev ljubavi (1 Kor 13), uzajamno spolno darivanje (1 Kor 7), bludnost: "Bježite od bludnosti! Svaki grijeh koji učini čovjek, izvan tijela je, a bludnik griješi protiv svojega tijela. Ili zar ne znate? Tijelo vaše hram je Duha Svetoga koji je u vama, koga imate od Boga, te niste svoji (1 Kor, 6, 18-19)", o časti u odnosu beščašće preljuba: "Ženidba neka bude u časti u sviju i postelja neokaljana! Jer bludnicima će i preljubnicima suditi Bog (Heb 13,4)".

## Bračna ljubav
Prema crkvenom nauku, bračna ljubav ima dvostruko značenje: sjedinjujuće (spolni odnos kao uzajamno darivanje, povezivanje i usrećivanje supružnika) i prokreativno (otvorenost prenošenju života i rađanju djece). Spolnim odnosom supružnici se tjelesno i duhovno povezuju tako da dvoje postaje jedno. Spolnim sjedinjavanjem brak postaje stvarnim i osjetilnim.
Predavanjem tijela supružnici predaju same sebe i svoje živote jedno drugome. Spolnost govori jezikom predanja samoga sebe drugoj osobi. Crkva nije imala službeni stav o požudi do 1546. godine kada je na Tridentskom saboru izglasano da seksualno zadovoljstvo i požuda nisu grijeh makar mogu navesti na grijeh.
Prema Crkvi, preljub i razvod braka smatraju se djelima protiv dostojanstva braka. Odvajanje supružnika dozvoljeno je u ekstremnim situacijama kao što su nasilje u obitelji. Civilni razvod smatra se prihvatljivim ako su ugrožena djeca i temeljna ljudska prava.

## Katekizam o spolnosti
Katekizam Katoličke Crkve uči, da je spolni odnos u braku "način nasljedovanja, u tijelu, Stvoriteljeve plemenitosti i plodnosti" i navodi blud kao jedno od "djela protiv čistoće", nazivajući ga "sebičnim i teško neurednim" jer se "uporaba spolne sposobnosti, iz bilo kojeg razloga, izvan braka bitno protivi njenoj svrsi". Bračni spolni čin teži "dubokom osobnom jedinstvu, koje osim sjedinjenja u jednom tijelu, dovodi do sjedinjenja jednog srca i jedne duše" (Katekizam 1643), jer je bračna veza znak ljubavi između Boga i čovječanstva (Katekizam 1617).
Katekizam navodi sljedeće grijehe protiv spolne čistoće:
- 1. Požuda (seksualna žudnja): Crkva uči da je seksualno zadovoljstvo dobro i stvoreno od Boga te namijenjeno supružnicima. Požuda je loša jedino ako je izvan svoje namjene i ako potiče na grijeh.
- 2. Samozadovoljavanje ili masturbacija: smatra se povredom spolnosti, jer Crkva vidi spolnost kao komunikaciju punu ljubavi između dvoje ljudi dok je masturbacija osamljena radnja koja ne pomaže da osoba živi čistoću ili bude puna ljubavi prema drugima.
- 3. Bludnost ili blud: spolni je odnos neoženjenog muškarca i neudate žene. Crkva taj čin vidi u suprotnosti s dostojanstvom osobe i ljudske seksualnosti, jer nije u svrhu dobrobiti bračnih supružnika i društva. Bludnost se protivi dostojanstvu ljubavi koja postiže svoju puninu i otkriva svoj smisao samo u neopozivom odnosu ustanovljenom ženidbom u kojoj si dvoje pripadaju posve i za cijeli život, jer intimno spolno ujedinjenje objavljuje svoju ljepotu i očituje svoju sreću samo u kontekstu potpunog životnog zajedništva kao izraz vjerne ljubavi.[6]
- 4. Pornografija: smatra se perverzijom spolnog čina, koji je namijenjen za distribuciju trećim osobama. Pornografija dovodi do sebičnosti i nerealnih očekivanja u vezi bračne spolnosti. Može usmjeriti previše pažnje samo na tjelesni aspekt spolnosti i zaslijepiti u prepoznavanju duhovne ljepote spolnosti.
- 5. Prostitucija: smatra se grešnom i za prostitutke i za klijente; krši ljudsko dostojanstvo i šteti društvu. Težina grešnosti manja je za prostitutke, koje su prisiljene na taj čin bijedom, ucjenama i društvenim pritiskom.
- 6. Silovanje: teško je kazneno djelo koje može uzrokovati teške posljedice po život i zdravlje žrtve silovanja.
- 7. Incest je silovanje djece od strane roditelja, odrasle rodbine, skrbnika i odgojitelja smatra se teškim grijehom.

## Teologija tijela
Pojam "teologija tijela" uveo je u upotrebu papa Ivan Pavao II. razlažući, uvelike nasuprot tradicionalnom shvaćanju po kojem je tijelo (nasuprot duhu) osuđeno kao izvor grijeha, svoju integralnu viziju ljudske osobe kao istovremeno tjelesne, duševne i duhovne. Fizičko ljudsko tijelo ima posebno značenje i sudjeluje u razvijanju odgovora na temeljna pitanja naših života.